# اسلاوی شرقی باستان
اسلاوی شرقی باستان یا روسی باستان (روسی: Древнеру́сский язы́к) زبانی بود که در قرون ده تا پانزده توسط اسلاوهای شرقی در روس کیف و کشورهایی که پس از فروپاشی آن ایجاد شدند، سخن گفته می‌شد. زبان‌های روسی، بلاروسی، اوکراینی و روسینی حاصل تکامل این زبان هستند.